# FC Differdange 03
FC Differdange 03 (lux. FC Déifferdeng 03) is een Luxemburgse voetbalclub uit Differdange. De fusieclub heeft rood als traditionele kleur.

## Geschiedenis
De club kwam in 2003 tot stand na een fusie tussen Red Boys Differdange en AS Differdange. Red Boys was een vrij succesvolle ploeg, maar op het moment van de fusie eindigde de club onderaan in de tweede klasse. In totaal speelde Red Boys zeventig seizoenen op het hoogste niveau. AS Differdange was minder succesvol en spendeerde maar vier seizoenen in de hoogste klasse en acteerde in de derde klasse toen de clubs fuseerden.
In het seizoen 2005/06 kon de club promotie afdwingen doordat de competitie van twaalf naar veertien clubs werd uitgebreid. In het eerste seizoen werd FC Differdange derde. Het volgende seizoen eindigde de fusieclub in de middenmoot. In 2008/09 eindigde de club als tweede, het seizoen 2009/10 weer in de middenmoot. Wel werd dit seizoen de beker veroverd.
FC Déifferdeng 03 is een van de twee Luxemburgse clubs (samen met F91 Dudelange) die ooit in de laatste kwalificatieronde van de UEFA Europa League geraakten, wat uitzonderlijk is voor de dwergstaat. In de UEFA Europa League 2011/12 speelde het in de tweede kwalificatieronde (van de vier) tegen Levadia Tallinn uit Estland. Thuis werd het 0-0, en uit wist het verrassend te winnen met 1-0 door een doelpunt van Lebresne. In de derde kwalificatieronde kwamen ze uit tegen het veel sterkere Olympiakos Volos. Ze verloren tweemaal met 0-3, maar gingen toch door omdat Olympiakos zijn licentie werd ingetrokken vanwege betrokkenheid bij een matchfixing schandaal. Daardoor kwam Differdange tot de laatste kwalificatieronde, waarin het kansloos verloor met 0-4 en 0-2 tegen het Franse Paris Saint-Germain.
In het seizoen 2013/14 stuitte FC Déifferdeng 03 in de tweede voorronde van de Europa League op FC Utrecht. De Luxemburgers versloegen Utrecht verrassend in eigen huis met 2-1, en in de Utrechtse Galgenwaard bleven beide ploegen steken op een gelijkspel. Dit betekende de uitschakeling van FC Utrecht. Een ronde later werd het na strafschoppen uitgeschakeld tegen het Noorse Tromsø IL.

## Erelijst
- Kampioen van Luxemburg

2024, 2025
- Beker van Luxemburg

2010, 2011, 2014, 2015, 2023, 2025

## Eindklasseringen vanaf 2004
| 6 |

| 4 |

| 1 |

| 3 |

| 7 |

| 2 |

| 4 |

| 4 |

| 4 |

| 4 |

| 3 |

| 2 |

| 3 |

| 2 |

| 5 |

| 5 |

| 3 |

| 6 |

| 2 |

| 5 |

| 1 |

| 1 |

| Nationaldivisioun | Éirepromotioun |

## In Europa
FC Differdange 03 speelt sinds 2007 in diverse Europese competities. Hieronder staan de competities en in welke seizoenen de club deelnam:
- Champions League (2x)

2024/25, 2025/26
- Europa League (10x)

2009/10, 2010/11, 2011/12, 2012/13, 2013/14, 2014/15, 2015/16, 2016/17, 2017/18, 2020/21
- Conference League (4x)

2022/23, 2023/24, 2024/25, 2025/26
- Intertoto Cup (1x)

2007

## Bekende spelers
- Paolo Amodio
- Gilles Bettmer
- Marcel Christophe
- Manou Schauls
- Florent Malouda